# Episodi de La signora in giallo (undicesima stagione)
L'undicesima stagione della serie televisiva La signora in giallo è composta da 21 episodi, trasmessi per la prima volta negli Stati Uniti sul canale CBS tra il 25 settembre 1994 e il 14 maggio 1995.
In Italia gli episodi sono stati trasmessi in prima visione e in disordine tra il 20 novembre e il 26 dicembre 1995 su Rai 1.
| nº | Titolo originale         | Titolo italiano                | Prima TV USA      | Prima TV Italia  |
| -- | ------------------------ | ------------------------------ | ----------------- | ---------------- |
| 1  | A Nest of Vipers         | La fossa dei serpenti          | 25 settembre 1994 | 27 novembre 1995 |
| 2  | Amsterdam Kill           | Diamanti e tulipani            | 2 ottobre 1994    | 20 novembre 1995 |
| 3  | To Kill a Legend         | Giornata di Joshua Peabody     | 9 ottobre 1994    | 28 novembre 1995 |
| 4  | Death in Hawaii          | Morte alle Hawaii              | 16 ottobre 1994   | 29 novembre 1995 |
| 5  | Dear Deadly              | Piccola posta                  | 23 ottobre 1994   | 30 novembre 1995 |
| 6  | The Murder Channel       | Il diamante della Sierra Leone | 6 novembre 1994   | 1º dicembre 1995 |
| 7  | Fatal Paradise           | Demone del gioco               | 13 novembre 1994  | 11 dicembre 1995 |
| 8  | Crimson Harvest          | Vendemmia di sangue            | 20 novembre 1994  | 8 dicembre 1995  |
| 9  | Murder by Twos           | Duplice omicidio               | 27 novembre 1994  | 13 dicembre 1995 |
| 10 | Murder of the Month Club | Il club del giallo             | 4 dicembre 1994   | 12 dicembre 1995 |
| 11 | An Egg to Die For        | L'uovo di mezzanotte           | 11 dicembre 1994  | 4 dicembre 1995  |
| 12 | The Scent of Murder      | Il profumo del delitto         | 8 gennaio 1995    | 5 dicembre 1995  |
| 13 | Death 'n Denial          | La statuetta di Nefertari      | 22 gennaio 1995   | 6 dicembre 1995  |
| 14 | Murder in High-C         | Delitto in "do di petto"       | 5 febbraio 1995   | 14 dicembre 1995 |
| 15 | Twice Dead               | Un vaccino pericoloso          | 12 febbraio 1995  | 7 dicembre 1995  |
| 16 | Film Flam                | Questa è Hollywood             | 19 febbraio 1995  | 20 dicembre 1995 |
| 17 | Murder à la Mode         | Omicidio in passerella         | 26 febbraio 1995  | 26 dicembre 1995 |
| 18 | The Dream Team           | Un progetto ambizioso          | 19 marzo 1995     | 15 dicembre 1995 |
| 19 | School for Murder        | Una scuola turbolenta          | 30 aprile 1995    | 22 dicembre 1995 |
| 20 | Another Killing in Cork  | La "Black Maria"               | 7 maggio 1995     | 18 dicembre 1995 |
| 21 | Game, Set, Murder        | Set mortale                    | 14 maggio 1995    | 19 dicembre 1995 |

## La fossa dei serpenti
- Titolo originale: A Nest of Vipers
- Diretto da: Anthony Pullen Shaw
- Scritto da: Rick Mittleman

### Trama
La signora Fletcher sta effettuando delle ricerche per il suo prossimo libro, che sarà ambientato in un giardino zoologico, così si reca nello zoo di Los Angeles dove lavorano i suoi amici Ted Fraley e Ray Stinson. La struttura tuttavia sta affrontando un periodo turbolento, poiché il direttore Norman Gilford è accusato di corruzione e il consigliere comunale Joe Gandolph sta cercando di fargli chiudere i battenti con l'appoggio di un'associazione animalista. La situazione si complica maggiormente quando uno dei dipendenti dello zoo, Mark Atwater, muore apparentemente per il morso di un mamba nero.

## Diamanti e tulipani
- Titolo originale: Amsterdam Kill
- Diretto da: Jerry Jameson
- Scritto da: Jerrold L. Ludwig (accreditato come Jerry Ludwig)

### Trama
Mentre si trova ad Amsterdam per prendere parte ad una conferenza, Jessica incontra il suo vecchio amico Nigel Allison. Per mancanza di tempo, i due fissano un appuntamento per pranzare insieme, ma Nigel non si presenta. Quando Jessica chiede spiegazioni, sia il portiere dell'hotel sia un collaboratore di Nigel le dicono che l'uomo ha preso un volo per Londra, ma la signora Fletcher non può credere che il suo amico se ne sia andato senza neanche avvertirla, così si mette ad indagare.

## Giornata di Joshua Peabody
- Titolo originale: To Kill a Legend
- Diretto da: Anthony Pullen Shaw
- Scritto da: David Carren e J. Larry Carroll

### Trama
A Cabot Cove la popolazione sta organizzando le celebrazioni per la giornata di Joshua Peabody, l'eroe cittadino. Mentre si sta progettando un documentario dedicato al patriota, spunta fuori una lettera di George Washington in cui Peabody viene accusato di essere un traditore. Tutti sono scioccati dalla notizia, ma le riprese vanno avanti, almeno fin quando la regista Amelia Farnum viene trovata morta.

## Morte alle Hawaii
- Titolo originale: Death in Hawaii
- Diretto da: Don Mischer
- Scritto da: Laurence Heath

### Trama
Jessica è in vacanza alle Hawaii, ospite della famiglia Kinkaid. Il figlio maggiore dei Kinkaid, Jeff, è attualmente in corsa per il Senato e tutti i parenti cercano di sostenerlo al meglio. Il fratello di Jeff, Danny, tuttavia è stato coinvolto in un incidente qualche tempo prima e ora, durante una nuotata nell'oceano, qualcuno cerca di ucciderlo spargendo intorno a lui un'esca per squali. Danny riesce miracolosamente a salvarsi ma subito dopo viene accusato dell'omicidio di Ben Kamaka, un dipendente dei Kinkaid, così Jessica cerca di aiutarlo collaborando con la sua fidanzata Sharon, detective della polizia.

## Piccola posta
- Titolo originale: Dear Deadly
- Diretto da: Anthony Pullen Shaw
- Scritto da: Donald Ross

### Trama
Un noto quotidiano di San Francisco ha proposto a Jessica di pubblicare un suo romanzo a puntate sulle pagine del giornale. La donna accetta l'offerta con entusiasmo, anche perché collaborerà con il suo amico John Galloway, il direttore del quotidiano. Il giornale però non se la passa bene negli ultimi tempi, visto che il nuovo editore Harry Mordecai ha dei dissidi con il personale e la popolare Loretta Lee, che si occupa della rubrica della posta dei lettori, ha ricevuto delle lettere minatorie. Dopo una discussione con Mordecai, Loretta viene aggredita da uno squilibrato nella hall, davanti a Jessica e John. La donna ne esce illesa, ma poco dopo viene trovata morta nella sua stanza e accanto a lei, il tavolino di vetro è stato inciso con il suo anello di diamanti per comporre il nome di John, che viene quindi accusato del delitto.

## Il diamante della Sierra Leone
- Titolo originale: The Murder Channel
- Diretto da: Walter Grauman
- Scritto da: Jerrold L. Ludwig (accreditato come Jerry Ludwig)

### Trama
Per il compleanno di Susan, una giovane amica di Jessica, il fidanzato Rob le ha regalato un impianto di ultima generazione per il suo televisore. Mentre lo stanno provando, gli invitati alla festa notano un curioso film con un'unica inquadratura in cui una banda di delinquenti sta pianificando una grossa rapina; il giorno dopo però Jessica si accorge che quello che hanno visto non è un film, ma la registrazione di una telecamera a circuito chiuso, e che quindi i rapinatori erano veri.

## Demone del gioco
- Titolo originale: Fatal Paradise
- Diretto da: Jerry Jameson
- Scritto da: Tom Sawyer

### Trama
Jessica si trova in Martinica nell'hotel della sua amica Lauren e qui incontra una sua vecchia conoscenza, l'investigatore privato Charlie Garrett. Questi si trova qui per conto di un imprenditore di Chicago, Phillip Sparling, che lo ha incaricato di ritrovare sua moglie Dorie, fuggita con l'amante Graham e un'ingente somma di denaro. Tuttavia Dorie viene uccisa e Charlie è accusato del crimine, dunque Jessica cerca di scagionare il suo amico.

## Vendemmia di sangue
- Titolo originale: Crimson Harvest
- Diretto da: Anthony Pullen Shaw
- Scritto da: Bruce Lansbury

### Trama
Jessica si trova nella contea di Sonoma, ospite della sua amica Anna Grimaldi, capostipite di una famiglia di viticoltori. I Grimaldi non se la passano molto bene economicamente e un altro imprenditore vinicolo, Lars Anderson, si è offerto di rilevare l'attività nonostante le ritrosie di Anna. Inoltre il primogenito della donna, Paul, viene ucciso durante una rapina e la sua giovane moglie Michelle, che i Grimaldi non hanno mai conosciuto, resta vedova dopo pochissime ore dalle nozze. Durante il servizio funebre, Michelle si presenta alla famiglia e Anna decide di accoglierla in casa come una figlia, ma poco dopo viene ritrovato il cadavere di Anderson.

## Duplice omicidio
- Titolo originale: Murder by Twos
- Diretto da: Anthony Pullen Shaw
- Scritto da: Bruce Lansbury

### Trama
Sam Bryce non è molto amato a Cabot Cove per i suoi modi burberi e il suo carattere irascibile, così quando muore per un incidente nel suo garage, nessuno sembra esserne particolarmente colpito. Solo la sua amante Terry Deauville è molto scossa, tanto che poco tempo dopo viene trovata morta impiccata in casa sua. Jessica però non crede che Terry si sia suicidata e questo la spinge a rivalutare anche le cause della morte di Sam.

## Il club del giallo
- Titolo originale: Murder of the Month Club
- Diretto da: Walter Grauman
- Scritto da: Donald Ross

### Trama
Il giovane Stewart Murphy viene strangolato in un'auto e del suo omicidio viene accusato Matt Matthews, un suo ex insegnante che ora è un affermato scrittore. In questi giorni Matthews sta partecipando ad un esperimento televisivo insieme a Jessica e a un'altra scrittrice, Joellen Waller, quindi la signora Fletcher cerca di aiutare Matt a dimostrare la sua innocenza.

## L'uovo di mezzanotte
- Titolo originale: An Egg to Die For
- Diretto da: Robert M. Williams Jr.
- Scritto da: Mary Ann Kasica e Michael Scheff

### Trama
Alla fiera del libro di Miami, Jessica conosce Sergei Nemiroff, un suo ammiratore russo. Questi le racconta di essere in Florida per aiutare suo fratello, detenuto con l'accusa di aver ucciso un ladro che aveva rubato un preziosissimo uovo Fabergé. Nemiroff è convinto che l'uovo sia quello posseduto da James Harris, l'organizzatore della fiera, ma la sera stessa Harris viene ucciso durante una festa in casa sua e l'uovo sparisce.

## Il profumo del delitto
- Titolo originale: The Scent of Murder
- Diretto da: Anthony Pullen Shaw
- Scritto da: Laurence Heath

### Trama
Seth Hazlitt ha chiesto a Jessica di accompagnarlo in Carolina del Sud per andare a trovare suo cugino Buford. Questi, un grande appassionato di botanica, ha scoperto un tipo di magnolia che produce un'essenza molto profumata ed è divenuto oggetto delle mire di una nota casa produttrice di profumi, che vuole a tutti i costi entrarne in possesso. Buford non vuole assolutamente vendere la sua scoperta, ma poco dopo viene ucciso.

## La statuetta di Nefertari
- Titolo originale: Death 'n Denial
- Diretto da: Jerry Jameson
- Scritto da: Mark A. Burley

### Trama
Jessica accompagna in Egitto la sua amica Sally Otterburn, impiegata presso il museo di New York. All'uscita dall'aeroporto però, Jessica viene scippata e scopre che in realtà il ladro avrebbe dovuto portare via la borsa di Sally, contenente una preziosissima statuetta: la donna infatti, con la complicità del direttore del museo egiziano, deve scambiare la statuetta con la copia conservata dal museo.

## Delitto in "do di petto"
- Titolo originale: Murder in High-C
- Diretto da: Anthony Pullen Shaw
- Scritto da: Jerrold L. Ludwig (accreditato come Jerry Ludwig)

### Trama
Andrea Beaumont è una talentuosa soprano, che sta tornando sulle scene dopo molti mesi trascorsi a combattere una grave forma di depressione. Jessica, che è una sua grande amica, si reca a Genova (In realtà le riprese esterne sono state girate a Milano) per assistere al suo spettacolo, ma Andrea viene seguita da uno sconosciuto in un vicolo buio che la minaccia di morte. L'evento ha delle grosse ricadute sulla psiche debole della cantante, così Jessica cerca di aiutarla.

## Un vaccino pericoloso
- Titolo originale: Twice Dead
- Diretto da: Walter Grauman
- Scritto da: Paul Schiffer

### Trama
Seguendo il telegiornale, Jessica scopre che il suo amico Max Franklin è deceduto in un incidente aereo, così si reca nella casa farmaceutica presso cui l'uomo lavorava per porgere le condoglianze alla compagna di Max, la sua collega Liz. Da molto tempo Max era impegnato nella sperimentazione di un vaccino per il tumore, ma dopo la sua morte tutti i suoi documenti sembrano essere spariti nel nulla. La faccenda, già di per sé strana, si complica quando Jessica vede il redivivo Max su un taxi...

## Questa è Hollywood
- Titolo originale: Flim Flam
- Diretto da: Anthony Pullen Shaw
- Scritto da: Donald Ross

### Trama
Il film "Urlo del destino", rimasto incompiuto per 35 anni per via della tragica scomparsa del regista Austin Young, sta per essere finalmente presentato da Boyce Brown, un amico di Jessica, che si trova a Hollywood per assistere alla prima. Tuttavia, alla vigilia dell'evento, una giovane donna afferma di essere Audrey Young, la figlia adottiva del defunto regista. Inoltre Fritz Randall, un vecchio collaboratore di Young, viene ucciso e dell'omicidio viene incolpata la figlia di Boyce, Elaine.

## Omicidio in passerella
- Titolo originale: Murder à la Mode
- Diretto da: Jerry Jameson
- Scritto da: Laurence Heath

### Trama
A Parigi per promuovere il suo ultimo romanzo, "Passerella per un omicidio", Jessica assiste con interesse ai preparativi per le sfilate di alta moda. Grazie alla sua amica Carrie Quinn, una famosa modella, la signora Fletcher conosce il noto stilista Claude Faragère, che sta cercando di chiudere un affare con la sartoria di Paul e Thea Vaughn. Quest'ultima però ha una relazione con il figliastro di Claude, Edmond, a capo di una casa di moda concorrente e gli ha promesso di lavorare con lui. Inoltre la sarta ed ex modella Denise Naveau sembra fare il doppio gioco, mentre Edmond è vittima della furia di un operaio tessile asiatico, Kim Huan. Questi si presenta al cospetto di Edmond puntandogli contro una pistola, ma viene messo in fuga da Jessica che riesce a disarmarlo. Tuttavia, poche ore dopo, Edmond viene ucciso nella sua auto con la stessa arma e Kim Huan chiede aiuto a Jessica.
- Guest Star: Yuji Okumoto (Kim Huan)

## Un progetto ambizioso
- Titolo originale: The Dream Team
- Diretto da: Anthony Pullen Shaw
- Scritto da: Tom Sawyer

### Trama
A Cabot Cove viene svelata la natura del grandioso progetto su cui aleggia il mistero da molti mesi: presto sarà creato una grandissima struttura per i servizi comprensiva di hotel, palestre e centri di ritrovo. Al progetto lavora anche Grady Fletcher, quindi Jessica si interessa molto alla questione. La vicenda si fa ancora più intricata quando la signora Lorna Buffum, moglie di uno dei responsabili del progetto, muore dopo essere finita fuori strada con la sua automobile. Lorna era una nota alcolizzata, così nessuno fatica a credere che la donna fosse ubriaca alla guida, eccetto Jessica che comincia a credere si tratti di un delitto.

## Una scuola turbolenta
- Titolo originale: School for Murder
- Diretto da: Vincent McEveety
- Scritto da: Robert Brennan (soggetto e sceneggiatura) e Jerrold L. Ludwig (accreditato come Jerry Ludwig) (sceneggiatura)

### Trama
All'Accademia di San Crispino, una prestigiosa scuola dove Jessica sta tenendo un corso, studenti e insegnanti sono in fermento per la nomina del nuovo preside. Il candidato favorito è un amico della signora Fletcher, Harry Matthews, ma a sorpresa il posto viene assegnato al professor James Ryerson. Quando questi viene trovato assassinato, il principale sospettato è proprio il professor Matthews, che non ha un alibi per la notte dell'omicidio.

## La "Black Maria"
- Titolo originale: Another Killing in Cork
- Diretto da: Anthony Pullen Shaw
- Scritto da: Bruce Lansbury

### Trama
Jessica soggiorna in Irlanda nella pensione dei suoi cari amici Tom e Kate Dempsey, ma capisce presto che i due navigano in cattive acque. Inoltre Edward Pryce, un ospite dei Dempsey, viene trovato assassinato con addosso una "Black Maria", l'esca utilizzata per la pesca dei salmoni.

## Set mortale
- Titolo originale: Game, Set, Murder
- Diretto da: Walter Grauman
- Scritto da: Philip John Taylor

### Trama
Louise Henderson è una giovane amica della signora Fletcher ed è una tennista di alto livello. La ragazza però, soffre di ricorrenti incubi notturni in cui rivive l'omicidio della madre, avvenuto quando lei era solo una bambina; Louise è ossessionata da questi sogni, che terminano proprio mentre lei sta per vedere in volto l'assassino, quindi è in cura da uno psicoterapeuta per superare il problema. Jessica la contatta durante un torneo per chiederle di aiutarla in un suo progetto benefico, ma deve fare i conti con il tirannico padre della ragazza, Lane Henderson, che le impedisce di vivere liberamente e che all'insaputa di tutti ha una relazione con Francesca Garcia, l'eterna rivale di Louise. Quando il terapeuta della ragazza viene trovato morto, Louise si rivolge a Jessica chiedendole aiuto.